# Улица Академика Королёва (Калуга)
Улица Академика Королёва — улица в Ленинском округе Калуги. Проходит от Государственного музея истории космонавтики до улицы Баумана; далее продолжается как улица Пушкина.
В XIX веке состояла из трёх отдельных улиц:
- Одигитриевской (получившей название в часть стоявшей на ней церкви[1][2][3][4]);
- Малой Садовой (от ул. Гагарина до парка Циолковского)
- Загородносадской (вдоль парка Циолковского, ранее Загородного сада).

В 1899 году по случаю юбилея А. С. Пушкина, две последние объединены в одну, поименованную Пушкинской. Через несколько лет Пушкинская была переименована в Гоголевскую, а Одигитриевская — в Пушкинскую.
В советское время названа в честь Сергея Павловича Королёва.
Многие дома на этой улице связаны с К. Э. Циолковским.

## Примечательные объекты

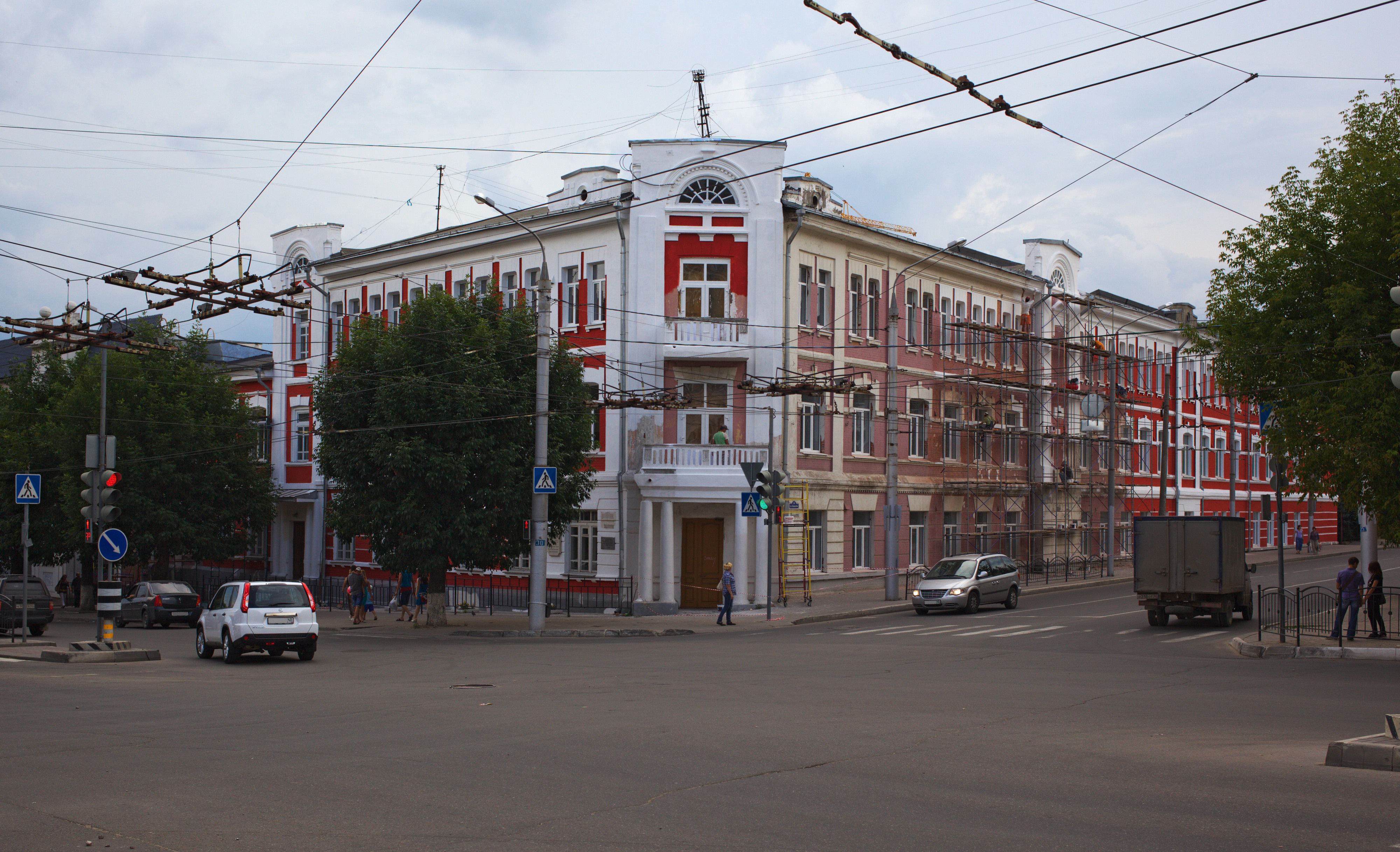
Школа № 6 им. Пушкина

Памятник встрече Циолковского и Королёва

- Государственный музей истории космонавтики имени К. Э. Циолковского (дом № 2)
- Парк имени Гоголя (у перекрёстка с улицей Гоголя).
- Памятник Юрию Гагарину в честь 50-летия первого полёта в космос.
- Парк имени Циолковского, в котором находится могила К. Э. Циолковского.
- Монумент «Встреча Королёва и Циолковского» (у пересечения с улицей Циолковского).
- Корпуса № 2 (спортивный) и № 3 (учебный) Калужского филиала МГТУ им. Баумана (дома № 39 и 41).
- Средняя общеобразовательная школа № 6 имени А. С. Пушкина (дом № 14).
- Калужская дорожная техническая школа (дом № 23/43).
- Здание бывшей Одигитриевской церкви (сейчас общежитие, дом № 28)[8].

## Транспорт
По улице проходят троллейбусы маршрутов № 1, 2 и 3 (дублируются маршрутными такси), а также маршрутные такси маршрутов № 44, 66, 73, 75, 77 и 92.